# Ernst August König
Ernst August König (ur. 1911, zm. 1992) – zbrodniarz nazistowski, członek załogi niemieckiego obozu koncentracyjnego Auschwitz-Birkenau i SS-Unterscharführer.
W latach 1943–1944 pełnił służbę w Birkenau, gdzie sprawował funkcję Blockführera w obozie cygańskim. W maju 1987 rozpoczął się jego proces przed niemieckim sądem w Siegen. Postawiony mu zarzuty mordowania więźniów żydowskich i cygańskich przez rozstrzelanie, katowanie i rzucanie ich na naelektryzowane druty kolczaste. Oprócz tego uczestniczył on w selekcjach na rampie w Birkenau oraz brał udział w załadowaniu na ciężarówkę 50 więźniów cygańskich, którzy następnie zostali zagazowani. 24 stycznia 1991 König skazany został na dożywotnie pozbawienie wolności. Wkrótce potem popełnił samobójstwo.